# Cedar Rock
Cedar Rock és una població dels Estats Units a l'estat de Carolina del Nord. Segons el cens del 2000 tenia 315 habitants.

## Demografia
Segons el cens del 2000, Cedar Rock tenia 315 habitants, 123 habitatges i 110 famílies. La densitat de població era de 109,6 habitants per km².
Dels 123 habitatges en un 26,8% hi vivien nens de menys de 18 anys, en un 87% hi vivien parelles casades, en un 2,4% dones solteres, i en un 9,8% no eren unitats familiars. En el 9,8% dels habitatges hi vivien persones soles el 6,5% de les quals corresponia a persones de 65 anys o més que vivien soles. El nombre mitjà de persones vivint en cada habitatge era de 2,56 i el nombre mitjà de persones que vivien en cada família era de 2,73.
Per edats la població es repartia de la següent manera: un 19,4% tenia menys de 18 anys, un 4,1% entre 18 i 24, un 15,9% entre 25 i 44, un 41% de 45 a 60 i un 19,7% 65 anys o més.
L'edat mediana era de 50 anys. Per cada 100 dones de 18 o més anys hi havia 92,4 homes.
La renda mediana per habitatge era de 116.686 $ i la renda mediana per família de 128.975 $. Els homes tenien una renda mediana de 90.950 $ mentre que les dones 40.625 $. La renda per capita de la població era de 66.022 $. Cap de les famílies i el 0,7% de la població estaven per davall del llindar de pobresa.

## Poblacions més properes
El següent diagrama mostra les poblacions més properes.